# Tezu
Tezu is een census town in het district Lohit van de Indiase staat Arunachal Pradesh. 

## Demografie
Volgens de Indiase volkstelling van 2001 wonen er 15014 mensen in Tezu, waarvan 55% mannelijk en 45% vrouwelijk is. De plaats heeft een alfabetiseringsgraad van 68%. 